# Любжа (гміна, Свебодзінський повіт)
Гміна Любжа (пол. Gmina Lubrza) — сільська гміна у північно-західній Польщі. Належить до Свебодзінського повіту Любуського воєводства.
Станом на 31 грудня 2011 у гміні проживало 3538 осіб.

## Площа
Згідно з даними за 2007 рік площа гміни становила 122.28 км², у тому числі:
- орні землі: 38.00%
- ліси: 47.00%

Таким чином, площа гміни становить 13.04% площі повіту.

## Населення
Станом на 31 грудня 2011:
| Опис     | Загалом | Загалом | Чоловіки | Чоловіки | Жінки | Жінки |
| -------- | ------- | ------- | -------- | -------- | ----- | ----- |
| одиниця  | осіб    | %       | осіб     | %        | осіб  | %     |
| все      | 3538    | 100     | 1829     | 51.70    | 1709  | 48.30 |
| міське   | 0       | 100     | 0        |          | 0     |       |
| сільське | 3538    | 100     | 1829     | 51.70    | 1709  | 48.30 |

## Сусідні гміни
Гміна Любжа межує з такими гмінами: Лаґув, М'єндзижеч, Скомпе, Суленцин, Свебодзін.